# Lars Lagerbäck
Lars Edvin "Lasse" Lagerbäck (pronunciació en suec:ˈlɑːʂ ˈɭɑːgɛrˈbɛk ; nascut el 16 de juliol de 1948) és un exfutbolista i actualment entrenador de futbol professional suec, que actualment fa d'entrenador de la selecció de futbol d'Islàndia conjuntament amb Heimir Hallgrímsson.